# Yao Yilin
Yao Yilin (chinesisch 姚依林; * 6. September 1917 in Hong Kong; † 11. Dezember 1994) war ein chinesischer kommunistischer Politiker, ehemaliger Stellvertretender Ministerpräsident und ehemaliges Mitglied des Ständigen Ausschusses des Politbüros der Kommunistischen Partei Chinas.

## Herkunft und Zeit des Zweiten Weltkrieges
Der Sohn eines Großgrundbesitzers besuchte eine christliche Schule. Später absolvierte er ein Studium an der Tsinghua-Universität. Noch während des Studiums trat er 1935 der Kommunistischen Partei Chinas (KPCh) bei. Während des Bürgerkrieges war er 1937 bis 1949 Politkommissar der Volksbefreiungsarmee.

## Gründung der Volksrepublik China und Kulturrevolution
Nach der Gründung der Volksrepublik China wurde er Mitarbeiter der Parteiverwaltung und spezialisierte sich zunehmend auf wirtschaftliche Angelegenheiten. In diesem Bereich erwarb er sich den Ruf eines pragmatischen Wirtschaftsplaners.
Anfang 1960 wurde er Minister für Handel. 1967 wurde er im Rahmen der Kulturrevolution aus diesem Amt jedoch entlassen. Erst 1973 erfolgte seine Rehabilitation.

## Aufstieg zum Mitglied des Ständigen Ausschusses und Machtverlust
Yao Yilin wurde auf dem 10. Parteitag der Kommunistischen Partei Chinas (KPCh) 1973 zum Kandidaten des Zentralkomitees (ZK) gewählt. Auf dem 11. Parteitag 1977 wurde er erstmals zum Mitglied des ZK gewählt dem er bis zum 13. Parteitag der KPCh 1992 angehörte.
Seit dem 2. Juli 1979 war er durch die Förderung von Deng Xiaoping Stellvertretender Ministerpräsident der Volksrepublik China. In dieser Funktion war er überwiegend für die Wirtschaftspolitik zuständig. Ab 1980 war er zusätzlich Mitglied des Sekretariats des ZK und war auch dort für Wirtschaftsangelegenheiten zuständig. In diesen Ämtern trat er auch für intensivere Wirtschaftsbeziehungen zur Sowjetunion ein, die 1985 zur Unterzeichnung eines Handelsabkommens führten.
Auf dem 12. Parteitag vom September 1982 wurde er zum Kandidaten und 1985 zum Mitglied des Politbüros des ZK ernannt. Auf dem 13. Parteitag der KPCh 1987 wurde er zusätzlich zum Mitglied des Ständigen Ausschusses des Politbüros der Kommunistischen Partei Chinas gewählt. Damit gehörte er dem engsten Führungskreis der Parteiführung an, in dem er der Fraktion der Hardliner um den späteren Generalsekretär der KPCh, Jiang Zemin, und den damaligen Ministerpräsidenten Li Peng angehörte und mit diesen eine gewaltsame Niederschlagung der Studentenunruhen forderte, die am 3. und 4. Juni 1989 zum Tian’anmen-Massaker führte.
Nach dem 14. Parteitag der KPCh 1992 verlor er alle seine Ämter aufgrund seines Alters.